# دهستان سده (قائنات)
دهستان سده دهستانی در بخش سده شهرستان قائنات استان خراسان جنوبی ایران است و مرکز آن آرین شهر می‌باشد. بر پایه سرشماری عمومی نفوس و مسکن در سال ۱۳۹۰ جمعیت این دهستان ۳٬۲۶۴ نفر (در ۱٬۲۲۸ خانوار) بوده‌است. این دهستان دارای ۱۹ روستا می‌باشد.